# Gentleman-driver

Il conte Giannino Marzotto, esempio di gentleman-driver, al volante della sua Ferrari 212 Export.

Il gentleman-driver è un pilota automobilistico o un fantino non professionista.

## Origine
Alla fine del XIX secolo, venivano definiti gentleman-driver quegli uomini appartenenti alle famiglie altolocate, spesso appassionati di automobilismo, che preferivano guidare personalmente l'autovettura di loro proprietà, attività considerata all'epoca scarsamente dignitosa per un aristocratico e generalmente affidata ad uno chauffeur.
L'espressione, però, ha radici più antiche e, precedentemente all'avvento dell'automobile, veniva utilizzata per indicare i giovani di buona famiglia che scorrazzavano nelle vie cittadine con leggeri calessi trainati da veloci cavalli, sottintendendo una loro vita spensierata da gaudenti e donnaioli, parimenti al detto italiano "correre la cavallina".
A partire dagli anni pionieristici dell'automobilismo, e per molti decenni, i gentleman-driver furono i protagonisti dell'industria e dello sport automobilistici, spesso dilapidando immensi patrimoni nel tentativo di realizzare un'automobile più veloce delle precedenti o di applicare nuove soluzioni tecniche ai loro veicoli.

## Descrizione
Il più noto e importante gentleman-driver è certamente il conte francese Jules-Albert De Dion, che si rivelò appassionato pilota, ma anche geniale inventore e valente imprenditore.
Tra i gentleman-driver italiani si ricordano gli amici piemontesi Emanuele di Bricherasio e Cesare Goria Gatti, che insieme fondarono l'Accomandita Ceirano e la FIAT, ed i compagni d'università padovani Giacomo Miari e Francesco Giusti del Giardino, che nel 1894 fondarono la Miari & Giusti, la prima casa automobilistica italiana di sempre.
In ambito sportivo, tra i moltissimi gentleman-driver, si ricordano il francese André Dubonnet, che negli anni venti si faceva confezionare, per le competizioni, vere e proprie dream car come la "Tulipwood", oppure, in tempi più recenti, il conte Giannino Marzotto, munifico cliente di Enzo Ferrari e valido pilota in gare prestigiose come la Mille Miglia, che vinse nel 1950 e nel 1953, precedendo sul traguardo temibili concorrenti del calibro di Juan Manuel Fangio e Felice Bonetto.
Il termine gentleman-driver è oggi semplicemente sinonimo di pilota non professionista, visto che lo sport automobilistico, per gli elevati costi che comporta, viene prevalentemente praticato da persone che possano sostenerne l'onere economico.